# Magnus Laurentius Ståhl
Magnus Laurentius Ståhl, född den 14 augusti 1761 i Norra Vrams socken i Skåne, död den 13 april 1843, var en svensk rektor och personhistorisk författare. 
Ståhl blev 1778 student vid Lunds universitet och 1784 filosofie magister samt 1785 docent i svensk vitterhet och latinsk vältalighet där. Han blev rektor 1786 i Ystad och 1792 i Kristianstad, men erhöll 1818 ständig tjänstledighet. År 1823 fick han professors titel och utnämndes 1828 till ordenshistoriograf. Ståhl ägnade sig åt studier av svensk lärdoms- och personhistoria samt utgav Matrikel öfver ordinarie tjenstemän vid församlingarne och läroverken i Sverige (2 delar, 1810) och Biographiske underrättelser om professorer vid kongl. universitetet i Lund, ifrån dess inrättning till närvarande tid (1834) liksom ett stort antal minnesteckningar. 